# 九龍湾公園
九龍湾公園（きゅうりゅうわんこうえん、中国語: 九龍灣公園、英語: Kowloon Bay Park）は、香港の九龍にある公園、及びその敷地内にある球技専用競技場を指す。

## 概要
2005年3月30日に開園した。公園の敷地内にある球技専用競技場は5月3日に完成した。収容人数は1,200人。主にサッカーやラグビーの試合に用いられる。現在、香港ファーストディビジョンリーグに所属する港菁がホームスタジアムとして使用している。

## 交通アクセス
香港MTR観塘線の九龍湾駅より徒歩約2分。

## ギャラリー

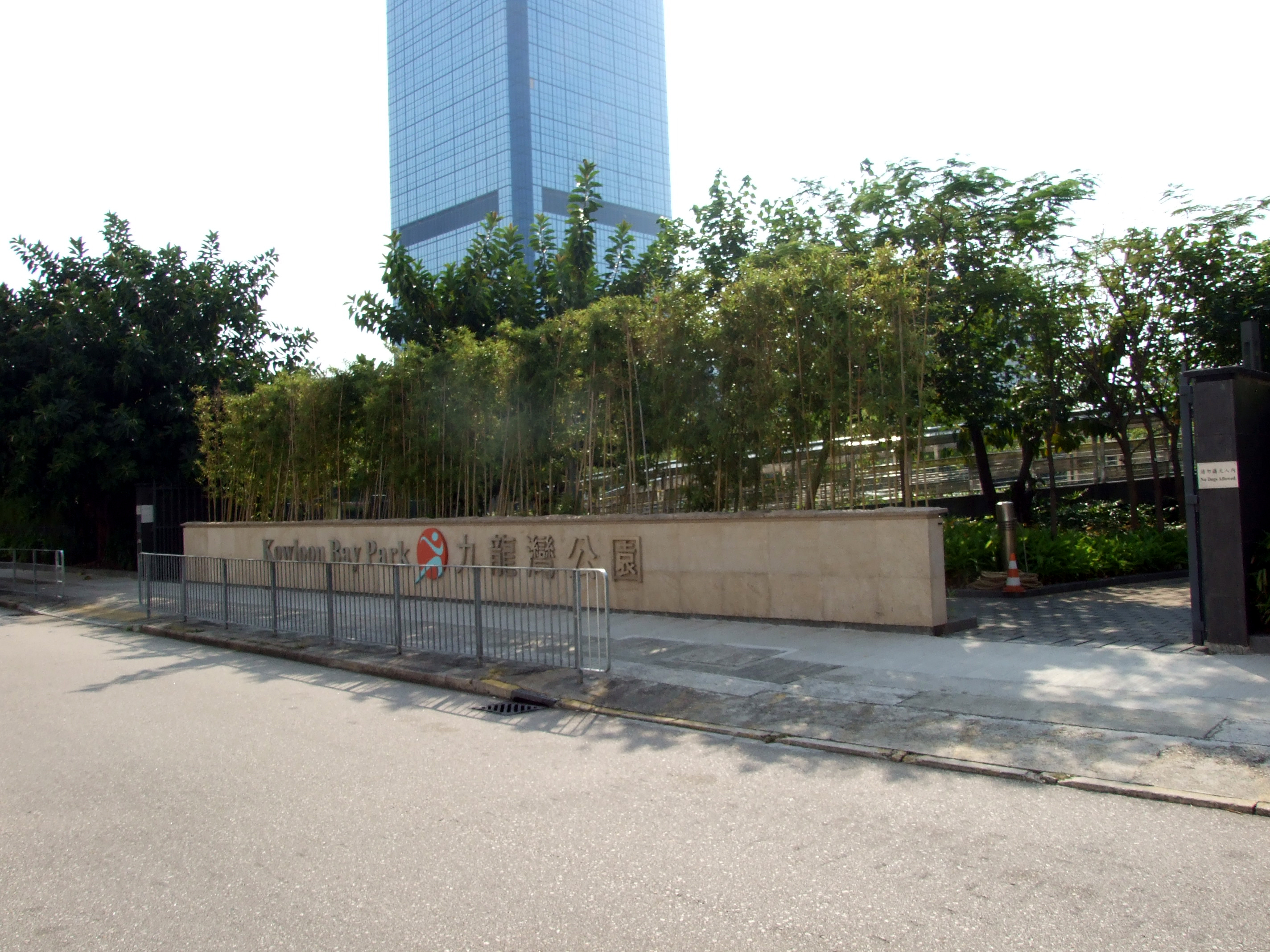
スタジアム入口の様子
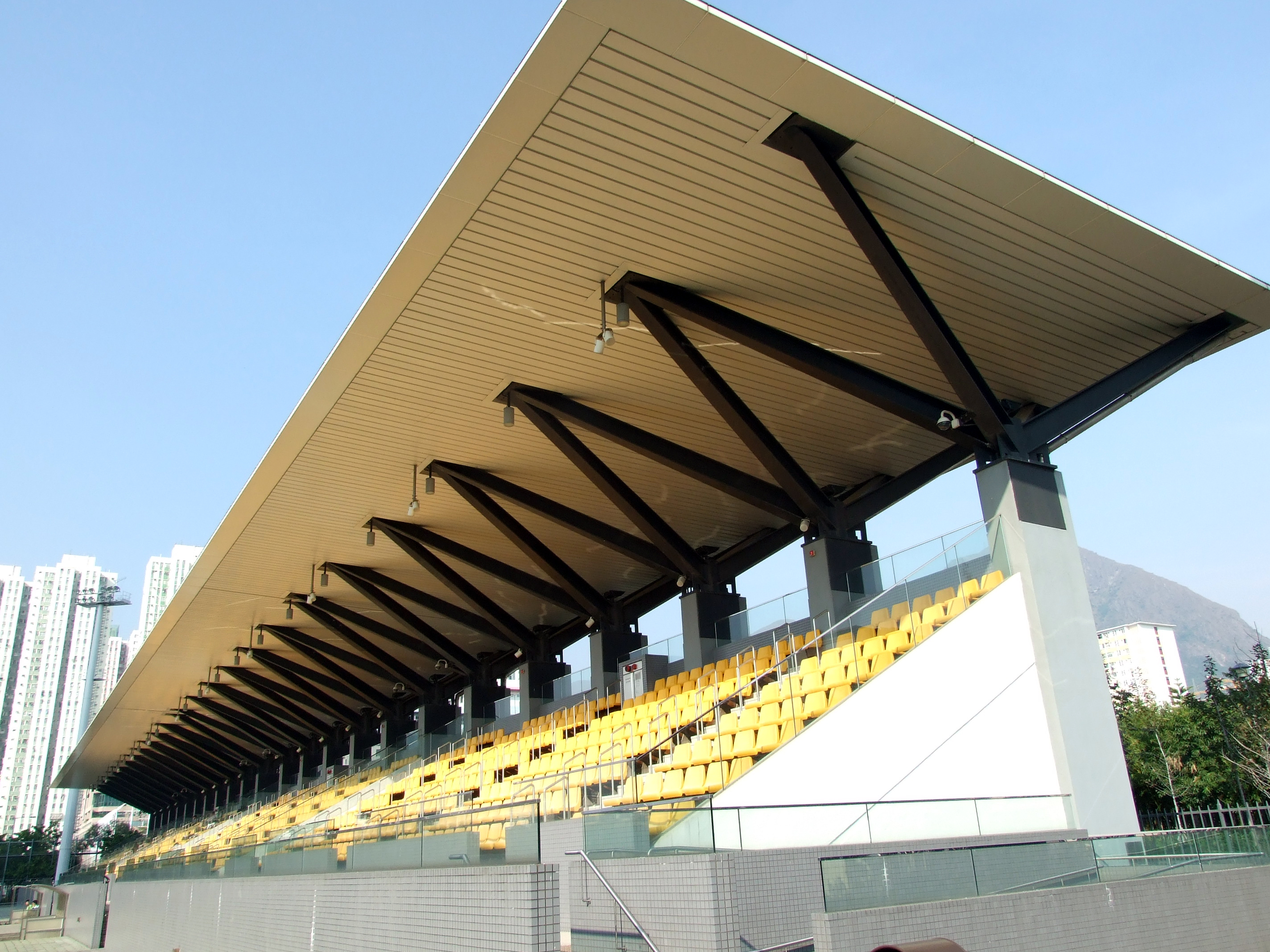
メインスタンドの様子
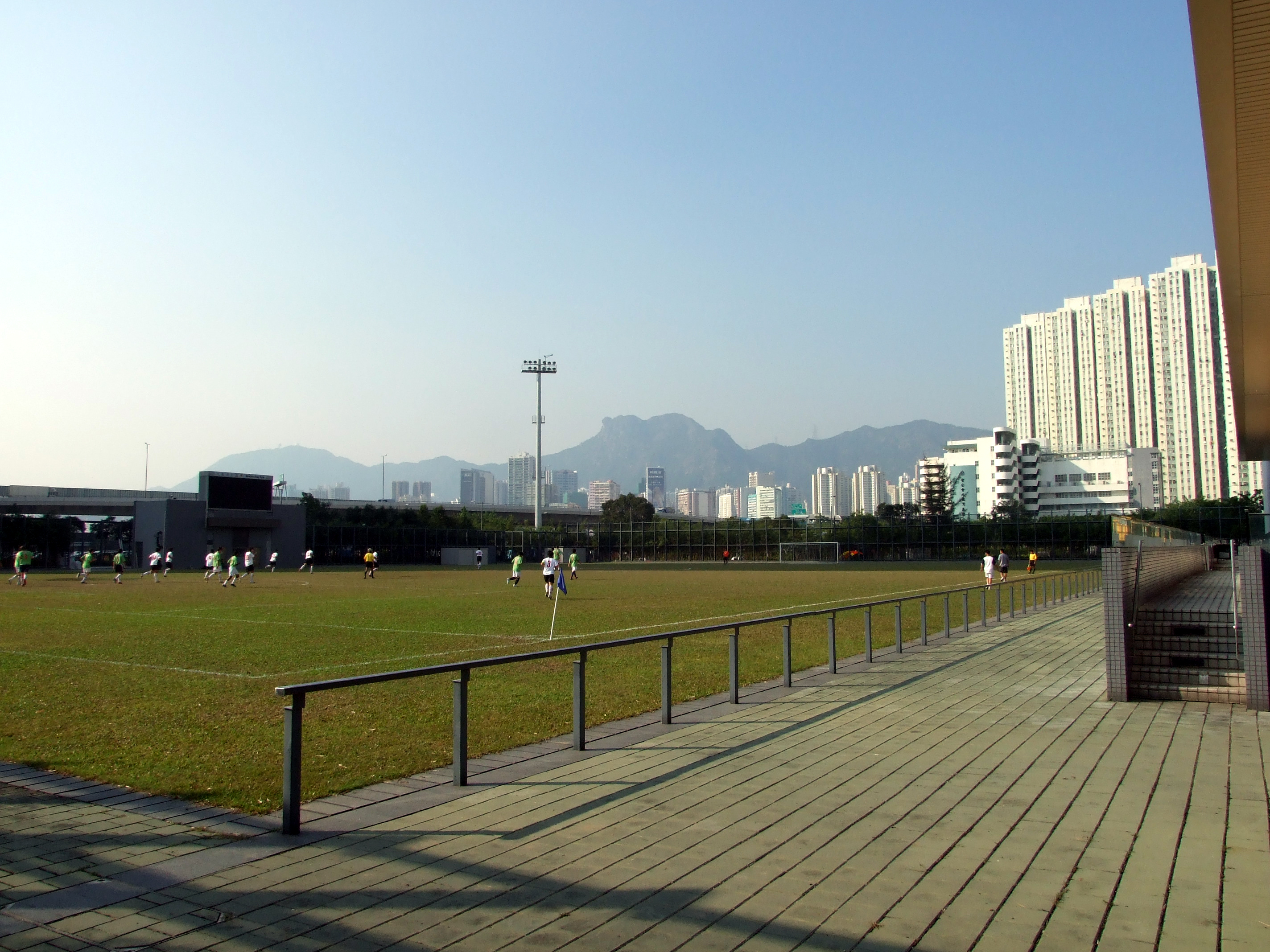
ピッチ上の様子